# Constitution de l'Irlande
Lire en ligne

Consulter

La Constitution de l'Irlande (en irlandais : Bunreacht na hÉireann, en anglais : Constitution of Ireland) désigne le document légal fondateur de l'État connu sous le nom d'Irlande ou de république d'Irlande.
Rédigée sous l'influence de la démocratie libérale, elle établit un État indépendant fondé sur un système de démocratie représentative, garantissant certains droits fondamentaux. Elle a été ratifiée par référendum en 1937 et elle ne peut être amendée que par le même processus.
Elle est régulièrement désignée, même en anglais, par son appellation irlandaise : Bunreacht na hÉireann, c'est-à-dire littéralement « droit (reacht) fondamental (bun) de l'Éire ».

## Histoire

### Origines
La Constitution de l'Irlande remplaça la Constitution de l'État libre d'Irlande, qui, depuis la séparation de l'État d'Irlande du Royaume-Uni en 1922, avait été en vigueur jusque-là.
Deux motivations principales ont poussé à l'écriture d'une nouvelle constitution en 1937. Tout d'abord, l'ancienne était, au regard de beaucoup, indissolublement liée au controversé traité anglo-irlandais. Les opposants à ce traité commencèrent par boycotter les institutions de l'État libre d'Irlande, mais ils se firent néanmoins élire en 1927 (dans l'opposition) puis 1932 (dans la majorité) sous l'étiquette du parti Fianna Fáil. Dès 1922, la plupart des dispositions de la Constitution de l'État libre d'Irlande, exigées par le traité anglo-irlandais, avaient été peu à peu démantelées selon le principe de la « constitutionnalité autochtone », appelée aussi « légalité nationaliste ». C'est ainsi, par exemple, que des amendements avaient supprimé les mentions du Serment d'allégeance, et les pourvois devant le Conseil privé de Sa Majesté, la couronne britannique et le Gouverneur général de l'État libre. La soudaine abdication d'Édouard VIII le 11 décembre 1936 fut rapidement exploitée pour redéfinir la relation avec le roi. Le gouvernement du Fianna Fáil, dirigé par Éamon de Valera, croyait qu'il était préférable qu'une nouvelle constitution, entièrement conçue par la nation irlandaise, remplaçât celle qu'il considérait avoir été imposée par le Gouvernement britannique.
La seconde raison de remplacer l'ancienne Constitution était que, depuis son adoption, celle-ci avait été l'objet d'innombrables amendements de circonstance, le gouvernement de l'État libre ayant régulièrement exploité une disposition de la Constitution, qui permettait de l'amender par un simple vote du Parlement. Parfois une loi ordinaire du Parlement contenait une disposition générale, qui spécifiait que, si cette loi se trouvait en désaccord avec la Constitution, elle devait alors être interprétée comme un amendement implicite. Pour ces raisons, beaucoup souhaitaient l'abandon complet de l'ancienne Constitution, et la rédaction d'une nouvelle.

### La rédaction
La Constitution est l'œuvre d'Éamon de Valera, président du Conseil exécutif de l'État libre d'Irlande, c'est-à-dire Premier ministre. Elle fut rédigée en deux langues : en irlandais par Micheál Ó Gríobhtha, assisté par Risteárd Ó Foghludha, qui travaillaient au Ministère de l'Éducation, et en anglais par John Hearne, conseiller juridique au Ministère des Affaires étrangères.
Contrairement à ce que beaucoup pensèrent, la Constitution ne fut pas écrite en anglais puis traduite en irlandais, mais bien rédigée conjointement dans les deux langues, chaque auteur s'inspirant du travail de l'autre. Le résultat fut que, sur un certain nombre de points, les textes diffèrent. Dans ce cas, la préférence est donnée paradoxalement au texte rédigé en irlandais, bien que celui-ci n'ait pas été écrit par un juriste professionnel.
Même s'il fut un temps controversé, le travail de De Valera fut vite considéré comme une constitution modèle, étudiée par de nombreux constitutionnalistes du Commonwealth. Elle fut l'une des six constitutions examinées en détail par le Republic Advisory Committee australien, pour le cas où l'Australie deviendrait une république.

### Référendum et promulgation
La Constitution fut soumise le 14 juin au Dáil Éireann, qui était alors la seule chambre du Parlement, et approuvée par référendum le 1er juillet 1937. Elle entra en vigueur le 29 décembre 1937.
Parmi ceux qui votèrent contre, on trouva les partisans des partis de l'opposition, les Fine Gael et Labour, les Unionistes, supporters du Commonwealth, et les femmes. Ses principaux supporters furent les membres du Fianna Fáil et les Républicains. La question posée fut simplement : « Approuvez-vous le projet de Constitution qui est le sujet de ce référendum ? »
| Inscrits  | Votants (%)      | Pour (%)       | Contre (%)     | Votes nuls (%) |
| --------- | ---------------- | -------------- | -------------- | -------------- |
| 1 775 055 | 1 346 207 (75.8) | 685 105 (56.5) | 526 945 (43.5) | 134 157 (10)   |

## Continuité légale
Lorsque la Constitution fut adoptée, la question se posa de savoir si sa promulgation correspondait à un amendement « légal » de l'ancienne Constitution, ou, au contraire, à la violation de celle-ci. Si la promulgation était considérée de ce point de vue comme « illégale », elle pourrait alors être vue comme une « révolution pacifique ». Le gouvernement de De Valera soutint qu'étant donné le principe de la souveraineté populaire, il n'était pas nécessaire que la nouvelle Constitution fût adoptée selon les termes de l'ancienne, puisqu'elle avait été approuvée par un plébiscite. Néanmoins, afin d'éviter une éventuelle contestation de la nouvelle Constitution devant les tribunaux, les principaux magistrats durent déclarer solennellement qu'ils feraient respecter la nouvelle Constitution, pour pouvoir rester en fonction après la promulgation.

## Structure du texte
Le texte officiel de la Constitution comprend un préambule et cinquante articles classés en seize chapitres. Il contient environ 16 000 mots. Les chapitres se répartissent comme suit :
1. La Nation (1-3)
2. L'État (4-11)
3. Le Président (12-14)
4. Le Parlement national (15-27)
5. Le Gouvernement (28)
6. Les Relations Internationales (29)
7. Le Ministère public d'Irlande (30)
8. Le Conseil d'État (31-32)
9. Le Contrôle des comptes publics (33)
10. La Cour de justice (34-37)
11. Jugement des délits (38-39)
12. Droits fondamentaux (40-44)
13. Principes directeurs du droit social (45)
14. Les amendements à la Constitution (46)
15. Le référendum (47)
16. Abrogation de la Constitution de l'État d'Irlande et perpétuation des Lois (48-50)

La Constitution contenait aussi un certain nombre de clauses transitoires, qui sont omises des textes officiels depuis 1941, conformément à leurs termes. Ces clauses sont néanmoins toujours en vigueur, même si elles sont pour la plupart suspendues.

### Caractéristiques de la Nation et de l'État
- Souveraineté nationale : la Constitution proclame les droits du peuple irlandais à l'autodétermination (Article 1). L'État se déclare souverain et indépendant (Article 5).
- Irlande unie : les articles 2 et 3 de la Constitution proclament que toute personne née sur l'île d'Irlande a le droit d'être « membre de la nation irlandaise ». Ils garantissent le statut de citoyen à celle-ci, si au moins un de ses parents est irlandais. Ces mêmes articles proclament la volonté du peuple irlandais de créer une Irlande unie, à condition que cela se fasse pacifiquement et avec le consentement des habitants d'Irlande du Nord.
- Le nom de l'État : la Constitution proclame que le nom de l'État est Éire en irlandais ou Ireland en anglais (Article 4). Le terme de Republic of Ireland est régulièrement utilisé depuis l'entrée en vigueur de la loi sur la république d'Irlande le 18 avril 1949, mais, dans le but de ne pas violer la Constitution, ce nom a été déclaré n'être que la désignation officielle de l'État.
- Le drapeau : le drapeau national est le tricolore irlandais (Article 7).
- La capitale : le Parlement (Oireachtas) doit normalement se réunir dans ou à proximité immédiate de Dublin (Article 15), et la résidence du président doit se trouver dans ou à proximité immédiate de cette même ville (Article 12).
- La souveraineté populaire : il est établi que tous les pouvoirs du gouvernement « proviennent, après Dieu, du peuple » (Article 6).

## Langue nationale
L'irlandais est déclaré « langue nationale » et « première langue officielle », l'anglais en étant la seconde (Article 8). L'État peut autoriser par une loi l'usage d'une seule langue officielle pour un emploi officiel particulier, ou dans une certaine partie du pays, mais, jusqu'à ce jour, une telle loi n'a jamais été votée.
Le texte irlandais de la Constitution a préséance sur le texte anglais (Article 25 et 63). Pourtant, le second amendement comprend des modifications du texte irlandais destinées à l'aligner sur le texte anglais. La Constitution précise les termes irlandais qui doivent être utilisés en anglais, comme Éire pour le nom de l'État, et Taoiseach pour le chef du gouvernement. Les termes Oireachtas, Dáil Éireann et Seanad Éireann figurent également dans la Constitution.

## Organes du gouvernement
Selon la Constitution, le régime politique est parlementaire. Le pays est dirigé par le président, qui exerce une fonction honorifique et est élu au suffrage direct (article 12), par le chef du gouvernement, appelé le Taoiseach (article 28), et par un parlement national, le Oireachtas (article 15). Ce dernier se compose d'une chambre basse dominante[pas clair], appelée Dáil Éireann (article 16), élue au suffrage direct, et une chambre haute, le Seanad Éireann (article 18), qui est en partie nommée et en partie élue au suffrage indirect. Il y a aussi un pouvoir judiciaire indépendant, présidée par la Cour suprême (article 34).

## Urgence nationale
Selon son Article 28, la Constitution autorise l'État à accaparer les pouvoirs durant une période de guerre ou de rébellion armée, qui peut être un conflit armé dans lequel l'État n'est pas directement impliqué. En de telles circonstances, l'urgence nationale peut être déclarée par les deux chambres de l'Oireachtas, qui peuvent alors voter des lois, qui seraient d'ordinaire déclarées inconstitutionnelles. De même, les actions de l'exécutif ne peuvent plus être qualifiées d'abus de pouvoir inconstitutionnels, du moment qu'il s'agit de la mise en application de ces lois. Cependant, l'abolition constitutionnelle de la peine de mort, introduite par un amendement en 2001, est absolue, et ne peut être remise en question, même en « temps de guerre ». Il y a eu deux urgences nationales depuis 1937 : une urgence déclarée en 1940 pour se protéger de la menace de la Seconde Guerre mondiale, et une urgence déclarée en 1976, la sécurité publique étant menacée par l'Armée républicaine irlandaise provisoire.

## Relations internationales

### Union européenne
Selon l'article 29, les lois européennes ont préséance sur les dispositions de la Constitution en cas de conflit. La Cour Suprême a décidé que tout traité européen, qui modifie substantiellement le caractère de l'Union européenne, doit être approuvé par un amendement constitutionnel. Pour cette raison, il a fallu à chaque fois une nouvelle disposition de l'article 29 pour permettre à l'État de ratifier l'Acte unique européen, le traité de Maastricht, le traité d'Amsterdam et le traité de Nice.

### Droit international
Selon l'article 29, les traités internationaux, dans lesquels l'État s'est engagé, ne sont pas considérés comme faisant partie de la législation intérieure, à moins que l'Oireachtas (le Parlement) n'en ait décidé autrement. L'article déclare aussi que « l'Irlande accepte les principes généralement reconnus du droit international », mais la Haute-Cour a décidé que cette disposition n'était qu'une déclaration de prestige, et qu'elle n'est pas exécutoire aux yeux de la loi.

## Droits individuels

### Droits fondamentaux
- Égalité devant la loi : garantie par l'article 40.1.
- Interdiction des titres de noblesse : l'État ne confère aucun titre de noblesse, et aucun citoyen ne peut en accepter sans l'autorisation du gouvernement. En pratique, cette demande est une simple formalité. (Article 40.1)
- Droits des personnes : l'État est tenu de protéger « les droits personnels de ses citoyens », et, en particulier de défendre « la vie, la personne, la réputation et la propriété de chaque citoyen » (Article 40.2).
- Droits implicites : les tribunaux ont jugé que la formulation de l'article 40.3 sous-entendait l'existence de droits implicites, que la loi naturelle offrait aux citoyens irlandais. De tels droits, confirmés par les tribunaux, incluent le droit à la vie privée et le droit de la mère célibataire d'avoir la garde de son enfant.
- Avortement : l'article 40.3 l'interdit, sauf dans les cas où la vie de la mère est menacée. Aboli par référendum en 2018.
- Habeas corpus : garanti par l'article 40.4. Les forces armées sont dispensées de l'habeas corpus en temps de guerre ou de rébellion. Depuis le 16e amendement à la Constitution, un tribunal peut refuser la libération sous caution d'une personne inculpée, quand il craint que cette personne puisse commettre un délit.
- Inviolabilité du domicile : un agent de l'État ne peut entrer de force dans un domicile, sans y avoir été autorisé par la loi (Article 40.5).
- Liberté de parole : garantie par l'article 40.6.1. Cependant cette liberté ne peut être utilisée pour saper « l'ordre ou la moralité publique, ainsi que l'autorité de l'État ». En outre, la Constitution spécifie explicitement que la publication de « sujets blasphématoires, séditieux ou obscènes » est un délit.
- Liberté de réunion : garantie par l'article 40.6.1, seulement lorsqu'elle est exercée paisiblement et sans armes, et qu'elle ne porte pas préjudice à la communauté.
- Liberté d'association : l'article 40.6 protège ce droit, tout en déclarant qu'il doit être réglementé par l'État dans l'intérêt public, du moment qu'il ne l'est pas de façon discriminatoire.
- Vie familiale et domiciliaire : selon l'article 41, l'État promet de « protéger la famille et ses droits imprescriptibles, antérieurs et supérieurs à toute autre loi ». Selon ce même article, l'État doit s'assurer que les conditions économiques n'obligent pas une mère à travailler en dehors de son domicile. Cette disposition garantit également qu'en cas de divorce, des moyens financiers suffisants seront fournis aux enfants et aux deux conjoints.
- Éducation : l'article 42 garantit aux parents le droit de choisir comment leurs enfants seront éduqués, du moment qu'un standard minimum soit respecté. Selon ce même article, l'État doit offrir une éducation primaire gratuite. Actuellement[Quand ?], la loi irlandaise garantit aussi la gratuité de l'enseignement secondaire et de l'enseignement tertiaire.
- Propriété privée : garantie sous condition de justice sociale et de bien commun (Article 43).
- Liberté religieuse : garantie sous condition d'ordre et de moralité publics (Article 44.2.1).
- Interdiction d'établissement : l'État ne doit financer aucune religion (Article 44.2.2).
- Discrimination religieuse : l'État ne doit pas établir de distinctions religieuses (Article 44.2.3).

### Autres dispositions
- Interdiction de la peine de mort : selon un amendement de 2001, l'Oireachtas ne peut promulguer de loi permettant l'application de la peine de mort (Article 15), même en temps de guerre ou de rébellion armée (Article 28).
- Interdiction de lois rétroactives : l'Oireachtas ne peut promulguer de lois rétroactives en matière criminelle (Article 15).
- Jugement par un jury : En cas de délit grave, le jugement doit se dérouler devant un jury (Article 38). Pourtant, dans certaines circonstances, un procès sans jury peut avoir lieu dans un tribunal militaire ou une Special Criminal Court.
- Discrimination sexuelle : le sexe d'un individu ne peut être une raison pour lui dénier le droit à la nationalité ou à la citoyenneté (Article 9), ou pour voter ou devenir membre du Dáil Éireann (Article 16).

### Principes directeurs de la politique sociale
L'article 45 dresse les grandes lignes des principes de la politique économique et sociale. Ses dispositions sont uniquement destinées à guider le législateur, et on ne peut les faire valoir devant les tribunaux. Cet article est un reste de la métaconstitution qui précéda la Constitution. Au XXIe siècle, les principes directeurs de la politique sociale figurent peu dans les débats parlementaires. Cependant, aucune proposition n'a été faite pour leur abrogation ou leur amendement. En résumé, ils demandent que :
- la justice et la charité doivent imprégner les institutions nationales ;
- l'économie de marché et la propriété privée doivent être réglementées dans l'intérêt de tous ;
- l'État doit empêcher la concentration néfaste des produits de première nécessité dans les mains d'un petit nombre ;
- l'État devrait garantir l'efficacité de l'industrie privée et protéger le public contre une exploitation économique ;
- quiconque a le droit à un emploi approprié ;
- l'État doit soutenir l'industrie privée quand cela est nécessaire ;
- l'État doit protéger les personnes vulnérables, comme les orphelins et les personnes âgées ;
- nul ne peut être forcé à exercer un emploi inadapté à son âge, à son sexe ou à sa force.

### Dispositions transitoires
Les dispositions transitoires de la Constitution sont composées de treize articles, numérotés de 51 à 63. Elles étaient destinées à favoriser une transition douce entre les institutions d'État préexistantes et le nouvel État. L'article 51 prévoit l'amendement transitoire de la Constitution grâce à la législation ordinaire. Les douze autres traitent de sujets comme la transition et la reconstitution de l'exécutif et de la législature, la continuation de la fonction publique, l'entrée en fonction du premier président, la continuation temporaire des tribunaux, de l'attorney général, du contrôleur et de l'auditeur général, des forces armées et de la police.
Selon leurs propres termes, les dispositions temporaires sont aujourd'hui omises des textes officiels de la Constitution. Elles prescrivent que l'article 51 soit omis à partir de 1941, et que les autres le soient à partir de 1938. Pourtant, de façon paradoxale, selon leurs propres dispositions, les articles 52 à 63 continuent à posséder la même force de loi, et doivent ainsi être considérés comme appartenant pleinement à la Constitution, même s'ils sont devenus invisibles. Ceci créa une situation anormale en 1941, quand il fut nécessaire, à cause du second amendement, de modifier l'article 56, alors qu'il ne faisait plus partie du texte officiel.
Les conditions précises des dispositions provisoires étaient que les articles 52 à 63 seraient omis de tous les textes officiels après l'entrée en fonction du premier président (ce fut Douglas Hyde en 1938), et que l'article 51 serait omis après le troisième anniversaire de cette inauguration, soit en 1941. Mais seul l'article 51, à la différence des douze autres, dispose expressément que son pouvoir légal cessera lors de son retrait du document.

### Amendements
Toute partie de la Constitution peut être amendée, mais seulement par référendum. La procédure d'amendement de la Constitution est spécifiée à l'article 46. L'amendement doit d'abord être adopté par les deux chambres du Parlement, puis être soumis à un référendum. Il ne prend effet qu'après sa signature par le président. La Constitution a été amendée plus de vingt fois depuis son adoption. Des amendements ont donné lieu à des controverses, comme ceux qui traitaient de l'avortement, du divorce et de l'Union européenne.

## Examen de la constitutionnalité
La Constitution déclare qu'elle est la plus haute loi du pays, et elle remet à la Cour Suprême le soin d'interpréter ses dispositions, et d'annuler les lois de l'Oireachtas et les actions du gouvernement qu'elle considérerait inconstitutionnelles. Par cet examen de la constitutionnalité, la signification plutôt vague de certains articles a été explorée et développée depuis 1937. La Cour Suprême a décidé que les articles 2 et 3, avant leur modification de 1999, n'imposaient pas à l'État une obligation que les tribunaux pouvaient faire appliquer. La référence dans l'article 41 aux « droits imprescriptibles, antérieurs et supérieurs à toute autre loi » de la famille a été interprétée par la Cour Suprême comme donnant aux conjoints un large droit au secret dans les affaires maritales. En 1974, dans le cas « McGee contre l'Attorney général », la Cour Suprême invoqua ce droit pour faire annuler les lois interdisant la vente de préservatifs. Elle a aussi donné une interprétation controversée de l'article 40.3, qui interdit l'avortement. En 1992, lors du cas de « l'Attorney général contre X », plus communément connu sous le nom du cas X, la Cour Suprême a décidé que l'État devait permettre un avortement lorsqu'il y avait danger de mort par suicide.

## Questions controversées

### Le territoire national
Tels qu'ils furent adoptés en 1937, les articles 2 et 3 de la Constitution déclarent de façon discutable que l'ensemble de l'île d'Irlande forme un seul territoire national. Ces articles offensèrent les Unionistes d'Irlande du Nord, qui considéraient cela comme une revendication territoriale illégale. Selon les termes de l'accord de Belfast, l'État amenda les articles 2 et 3 pour retirer la référence à un territoire national, et pour affirmer qu'une Irlande unifiée ne se ferait qu'avec le consentement de la majorité de l'Irlande du Nord, mais aussi en garantissant à la population nord-irlandaise le droit de faire partie de la nation irlandaise et d'accéder à la citoyenneté irlandaise.

### La religion
La Constitution d'Irlande, particulièrement dans la forme adoptée en 1937, est un document globalement laïc, car il garantit la liberté religieuse et interdit l'établissement d'une Église officielle. Cependant, même après le retrait en 1973 de la référence explicite à la religion catholique, comme religion de la majorité, ce document contient encore un certain nombre de références religieuses claires, comme le préambule, le serment prêté par le Président et l'article 44.1, qui dit :
« L'État reconnaît que l'hommage du culte public est dû à Dieu tout-puissant. Il doit révérer Son Nom, et respecter et honorer la religion. »
Depuis 1983, la Constitution contient également une interdiction controversée de l'avortement. Elle ne s'applique cependant pas aux cas où la vie de la mère est en danger, y compris par suicide. Elle ne peut pas non plus être utilisée pour limiter l'information concernant les possibilités d'avortement dans d'autres pays, ni d'entraver la libre circulation pour obtenir un avortement.
Un certain nombre d'idées, qui se trouvent encore dans la Constitution, reflète l'enseignement social catholique des années 1930. De tels enseignements imprègnent les dispositions des Principes directeurs de la politique sociale, et le système de comités professionnels utilisés pour élire le Sénat. La Constitution accorde de façon prolixe des droits à l'institution familiale.
Telle qu'elle fut adoptée en 1937, la Constitution comprenait deux dispositions particulièrement controversées, qui ont été retirées depuis. Il s'agissait de l'interdiction du divorce et d'une référence à la « position spéciale » de l'Église catholique. L'article 44, sections 2 et 3 disaient :
- Section 2 : L'État reconnaît la position spéciale de l'Église catholique romaine comme gardienne de la foi professée par la majorité des citoyens.
- Section 3 : L'État reconnaît aussi l'Église d'Irlande, l'Église presbytérienne d'Irlande, l'Église méthodiste d'Irlande, la Société religieuse des Amis (les quakers) d'Irlande, ainsi que les congrégations juives et les autres religions existant en Irlande à la date de la mise en fonction de cette Constitution.

Les défenseurs du texte original de 1937 argumentent que le concept d'incorporer l'enseignement social catholique dans le droit était fréquent dans les années 1930, et commun à beaucoup de pays possédant de larges majorités catholiques. Le divorce, par exemple, était interdit dans d'autres pays comme l'Italie, qui abrogea cette interdiction dans les années 1970. Ils avancent également que la référence à la position spéciale de l'Église catholique n'avait aucun effet légal, et que cette position spéciale découlait simplement du plus grand nombre de ses adeptes, un concept qui allait à l'encontre de la vision qu'avait l'Église d'elle-même avant le Concile Vatican II. Éamon De Valera résista aux pressions des groupes catholiques d'extrême-droite, comme « Maria Duce », qui désirait que le catholicisme devînt une religion établie ou qu'elle fût déclarée 'seule vraie religion'. Ils ajoutent enfin que l'interdiction du divorce fut également soutenue par les principaux membres de l'Église d'Irlande, et que la reconnaissance explicite de la communauté juive fut progressive dans le climat des années 1930. Les sections 2 et 3 de l'article 44 furent supprimées en 1973. L'interdiction du divorce fut levée en 1996.

### Sexisme présumé
La Constitution garantit aux femmes le droit de vote, et l'accès à la nationalité et à la citoyenneté. Elle contient cependant une disposition qui fut contestée par les organisations féministes au moment de sa promulgation en 1937. L'article 41.2 dit :
- Sous-section 1 : En particulier, l'État reconnaît que, par sa vie à la maison, la femme fournit à l'État un soutien sans lequel le bien commun ne pourrait être atteint.
- Sous-section 2 : L'État s'efforcera par conséquent à ce que les mères ne soient pas obligées, par nécessité économique, de travailler au-dehors et de négliger leurs tâches à la maison.

### Une république?
En 1949, l'État fut officiellement déclaré république. Il y a cependant débat pour savoir si l'État était déjà une république dans la période 1937-1949, car, entre ces dates, l'État n'était connu que sous ses noms constitutionnels d'« Irlande » et d'Éire, et non de « république d'Irlande ». Si la Constitution ne mentionne pas le mot « république », elle inclut bien des dispositions affirmant que la souveraineté appartient au peuple, et interdisant l'attribution de titres de noblesse et l'établissement d'une Église officielle.
Le débat se fixe principalement sur la question de savoir si, avant 1949, le chef de l'État était le président de l'Irlande ou le roi George VI. La Constitution ne mentionne pas le roi, mais elle ne précise pas non plus que le président est le chef de l'État, bien que le président exerce un certain nombre de rôles habituels d'un chef d'État, comme de nommer le gouvernement et de promulguer les lois.
En 1936, George VI fut déclaré Roi d'Irlande, et, selon l'Acte des Relations Extérieures de la même année, c'était ce roi qui représentait l'État pour les affaires internationales. C'est ainsi que les traités étaient signés au nom du « roi d'Irlande », qui accréditait aussi les ambassadeurs et recevait les lettres de créance des diplomates étrangers. Représenter un État à l'étranger est considéré par beaucoup de spécialistes comme la principale caractéristique d'un chef d'État. En tout cas, ce rôle signifiait qu'aux yeux des nations étrangères, George VI était le chef de l'État irlandais. En 1949, l'Acte de la république d'Irlande fut adopté. Il proclamait la république, et transférait de George VI au président le rôle de représentation de l'État à l'étranger. La Constitution ne fut pas modifiée.

### Nom de l'État
La Constitution dispose que le nom de l'État est simplement « Ireland » (« Irlande » en français). Certains objectent que cela suggère que l'Irlande du Nord fait aussi partie du territoire de l'État. Ces objections furent renforcées par le fait qu'avant 1999, la Constitution faisait explicitement cette revendication territoriale. Le nom « Irlande » provoque une confusion entre la république et l'île dans son ensemble. Pour ces raisons, depuis 1937, un certain nombre d'autres noms ont été employés, comme la « république d'Irlande », la « République irlandaise », et l'« Éire ». L'appellation « république d'Irlande » est enchâssée dans l'Acte de la république d'Irlande, et c'est aujourd'hui l'alternative la plus employée dans la république même.
La Constitution dispose que le nom de l'État en irlandais est « Éire ». Cependant la formulation de l'article 4 est « Éire, ou, dans la langue anglaise, Ireland », alors qu'une traduction classique du texte irlandais donne « le nom de l'État est Ireland, ou, dans la langue irlandaise, Éire ». Cette formulation inhabituelle, combinée au préambule, qui dit « Nous, peuple de l'Éire », suggère que Éire est un des deux noms qui peuvent servir à désigner l'État en anglais. De nos jours, le nom Éire (ou Eire sans accent) n'est couramment utilisé qu'au Royaume-Uni, ce nom étant rarement employé dans la république elle-même. En effet, l'usage du nom Éire a parfois été associé à une attitude condescendante vis-à-vis de l'État, et quelques Irlandais trouvent son emploi désagréable. En 1989, la Cour Suprême jugea contestable le fait que les mandats rédigés en anglais par les tribunaux du Royaume-Uni, contiennent souvent le nom Éire, terme que la Constitution réserve au nom irlandais de l'État. La Cour a ordonné que de tels mandats soient dorénavant retournés pour correction. Les timbres et les pièces de monnaie en euro de la république portent le nom Éire sur leurs faces.

### La question de la langue
Certains ont critiqué la Constitution d'avoir accordé à l'irlandais, « première langue officielle », un statut supérieur à celui de l'anglais, alors que la Constitution de 1922 accordait à ces deux langues des statuts identiques. D'autres, au contraire, soutiennent que l'irlandais, qui est un moyen particulier d'expression de l'identité irlandaise, devait bénéficier de ce statut supérieur.

### Manque de reconnaissance des familles non traditionnelles
L'article 41.1.1° de la Constitution reconnaît la famille comme « la cellule de base, naturelle et primaire, de la société », ainsi que comme « une institution morale possédant des droits inaliénables et imprescriptibles, antécédents et supérieurs à toute autre loi ». Il lui garantit sa protection par l'État. Pourtant ces droits et ces protections ne sont pas ouverts à toutes les familles, au grand désarroi de beaucoup de libéraux, d'égalitaires, de foyers monoparentaux, de concubins, et d'homosexuels. L'institution du mariage jouit d'une position privilégiée dans la Constitution, et seule la famille fondée sur le mariage est envisagée. L'article 41.3.1° déclare que « l'État s'engage à conserver avec un soin tout particulier l'institution du mariage, sur laquelle la famille est fondée ». En conséquence, les membres d'unions non maritales ne sont pas habilités à bénéficier des protections accordées par l'article 41, incluant celles qui appartiennent au domaine des impôts, des successions et des aides sociales. Par exemple, dans le cas « Nicolaou contre An Bord Uchtála » (1966), un père non marié, qui s'était brouillé avec la mère de son enfant au bout de quelques mois de vie commune, ne put invoquer les clauses de l'article 41 pour empêcher la mère de proposer l'enfant à l'adoption. La Cour Suprême déclara alors que « la famille, dont parle l'article 41, est une famille fondée sur l'institution du mariage ».

## Révisions constitutionnelles
La Constitution a fait l'objet d'une série de modifications formelles ces quarante dernières années.
1966Le Taoiseach de l'époque, Seán Lemass, encouragea la mise en place d'un comité informel de l'Oireachtas, qui entreprit une révision générale de la Constitution et qui publia un rapport en 1967.
1968Un rapport préliminaire fut produit par un comité juridique, présidé par l'Attorney General, Colm Condon. Il n'y eut pas de rapport final.
1972Le Inter-Party Committee on the Implications of Irish Unity examina des problèmes constitutionnels en relation avec l'Irlande du Nord. Son travail fut poursuivi par le All-Party Oireachtas Committee on Irish Relations (« Comité parlementaire multipartite sur les relations irlandaises ») de 1973, et, plus tard, par le Constitution Review Body de 1982, un groupe de juristes experts présidé par l'Attorney General. Aucun de ces groupes de 1972 ne publia de rapport.
1983–1984Le New Ireland Forum fut fondé en 1983, et son rapport de 1984 traita de quelques problèmes constitutionnels.
1988Les Démocrates progressistes publièrent une étude intitulée Constitution for a New Republic.
1994–1997En octobre 1994, le gouvernement créa un Forum pour la Paix et la Réconciliation, qui examina quelques questions constitutionnelles liées à l'Irlande du Nord. Le Forum suspendit ses travaux en février 1996, mais il se réunit une fois encore en décembre 1997.
1995–1996Le Groupe de Révision de la Constitution était un groupe d'experts constitué par le gouvernement en 1995, et présidé par le Dr T.K. Whitaker. Son rapport de 700 pages, publié en juillet 1996, a été décrit comme « l'analyse la plus minutieuse de la Constitution du point de vue juridique, politique, administratif, social et économique qui n'ait jamais été faite ».
1996—Le premier Comité parlementaire multipartite sur la Constitution fut mis en place en 1996.

### Le Comité parlementaire multipartite sur la Constitution (All-Party Oireachtas Committee on the Constitution)

#### Premier Comité
Le premier Comité (1996-97), présidé par un TD du Fine Gael, Jim O'Keeffe, publia deux comptes rendus en 1997 :
- 1er Compte rendu, 1997[5]
- 2e compte rendu, 1997[6]

#### Second Comité
Le second Comité (1997–2002) fut présidé par un TD du Fianna Fáil, Brian Lenihan, Jnr. Il publia cinq comptes rendus :
- 3e compte rendu : le Président, 1998[7]
- 4e compte rendu : les tribunaux et le pouvoir judiciaire, 1999[8]
- 5e compte rendu : l'avortement, 2000[9]
- 6e compte rendu : le référendum, 2001[10]
- 7e compte rendu : le Parlement, 2002[11]

Le second Comité publia aussi deux travaux commandés :
- Un nouveau système électoral pour l'Irlande ?, by Michael Laver (1998)[12]
- Bunreacht na hÉireann: une étude du texte irlandais, by Micheál Ó Cearúil (1999)[13]

#### Troisième Comité
Le Comité de 2002 a été présidé par un TD du Fianna Fáil, Denis O'Donovan. Sa tâche était de compléter le programme d'amendements constitutionnels, commencé par les précédents Comités, et destiné à rénover l'ensemble de la Constitution pour un certain nombre d'années. Cette tâche était qualifiée de « sans précédent, parmi les autres nations qui ne possèdent que le référendum comme seul mécanisme de modification de leur constitution ».
Le Comité avait divisé son travail entre trois types d'amendement :
- technique et éditorial : changements dans la forme, mais non dans le fond, par exemple changement de « il » par « il ou elle », quand il était clair que la disposition de la Constitution s'appliquait aussi bien aux hommes qu'aux femmes.
- non contentieux : changements dans le fond, acceptables en général par tous, comme de décrire le Président comme le chef de l'État.
- contentieux : changements dans le fond de nature à diviser les gens, comme de changer le caractère ou l'étendue des droits de l'homme.

Ce Comité multipartite a publié trois rapports :
- 8e compte rendu : le gouvernement, 2003[16]
- 9e compte rendu : la propriété privée, 2004[17]
- 10e compte rendu : la famille, 2006[18]

Le Comité a résumé les tâches restant à examiner :
- les droits fondamentaux (excepté le droit à la vie et les droits de propriété, qui ont déjà été examinés)
- L'article 45 (Directive : Principes de la Politique Sociale)
- Divers autres points, allant du Préambule, au nom de l'État, à la position de la langue irlandaise et aux dispositions transitoires.